# Kimi no Te
Singles de Every Little Thing
Koibumi / Good Night
(15 décembre 2004) Azure Moon
(15 mars 2006)
Kimi no Te (きみのて, Traduction: "Ta main") est le 28e single du groupe japonais Every Little Thing.

## Détails
Le single sort le 26 octobre 2005 au Japon sur le label Avex Trax, il est le seul single du groupe publié en cette année depuis leur précédent single, Koibumi / Good Night sorti en décembre 2004. Il atteint la 2e place du classement des ventes hebdomadaires de l'Oricon, et reste classé pendant 12 semaines, se vendant à 75 000 exemplaires durant cette période. La chanson-titre a été utilisée comme chanson thème d'ouverture pour le programme télé MUSIC FIGHTER.
La chanson-titre figurera sur le septième album original du groupe, Crispy Park qui sortira un an plus tard, puis avec sa fac-B sur le deuxième disque de la compilation de singles Every Best Single - Complete de 2009. Elle figurera aussi sur le deuxième volume des compilations Complete Best Vol.1 / Vol.2.

## Liste des titres
Toutes les paroles sont écrites par Kaori Mochida, toute la musique est composée par Hikari.
| 1. | Kimi no Te (きみのて)                | 4:54 |
| 2. | Kaerimichi (帰り道)                  | 4:46 |
| 3. | Kimi no Te (Instrumental) (きみのて) | 4:53 |
| 4. | Kaerimichi (Instrumental) (帰り道)   | 4:48 |